# Euploea hobsoni
Euploea hobsoni är en fjärilsart som beskrevs av Butler 1877. Euploea hobsoni ingår i släktet Euploea och familjen praktfjärilar. Inga underarter finns listade i Catalogue of Life.